# Oktyabr'skiy Rayon (region)
Oktyabr'skiy Rayon är en region i Kazakstan.   Den ligger i oblystet Almaty, i den sydöstra delen av landet, 1 000 km söder om huvudstaden Astana.